# Dysidea robusta
Dysidea robusta är en svampdjursart som beskrevs av Villanova och Muricy 200. Dysidea robusta ingår i släktet Dysidea och familjen Dysideidae.
Artens utbredningsområde är havet utanför Brasilien. Inga underarter finns listade i Catalogue of Life.